# Пашков, Иван Захарович
Ива́н Заха́рович Пашко́в (8 октября 1897, с. Каплино, Курская губерния — 27 декабря 1981, Калинин) — советский военный деятель, генерал-майор (07.12.1942).

## Биография
Иван Захарович Пашков родился 8 октября 1897 года в селе Каплино (ныне - Старооскольского района Белгородской области).

### Первая мировая и гражданская войны
В январе 1916 года был призван в ряды Русской императорской армии и направлен рядовым в 4-й запасной пехотный полк, дислоцированный в Житомире, в июне того же года был направлен на учёбу во 2-ю Житомирскую школу прапорщиков, после окончания которой в декабре был назначен на должность командира взвода 38-го Сибирского полка (1-я пехотная дивизия, Румынский фронт).
В ноябре 1917 года в чине прапорщика был демобилизован из рядов армии.
В июне 1919 года был призван в ряды РККА и назначен на должность командира роты в составе 375-го стрелкового полка (42-я стрелковая дивизия, 13-я армия), после чего принимал участие в боевых действиях против войск под командованием генерала А. И. Деникина в районе городов Ливны и Елец, а осенью — в Воронежско-Касторненской наступательной операции и освобождении Донбасса и Мариуполя.
В составе Украинской трудовой армии летом и осенью 1920 года Пашков принимал участие в боевых действиях против войск под командованием генерала П. Н. Врангеля на территории Северной Таврии, а с ноября того же года, находясь на должности командира батальона, принимал участие в боевых действиях против войск под командованием Н. И. Махно в районе Каховки, Гуляйполя и Пологи.

### Межвоенное время
В августе 1921 года был назначен на должность помощника командира, затем — на должность командира роты 2-х Владикавказских командных курсов связи, в июне 1922 года — на должность командира роты и батальона сначала на 54-х Махачкалинских пехотных курсах, в феврале 1923 года — на аналогичную должность на 12-х Владикавказских пехотных курсах, в августе 1923 года — на должность помощника командира 515-го отдельного батальона, в ноябре 1924 года — на должность помощника начальника отдела мобилизационного отделения территориального управления Дагестанской автономной советской социалистической республики, а в январе 1927 года — на должность начальника отделения вневойсковой подготовки этого же управления.
В ноябре 1930 года был направлен на учёбу на Стрелково-тактические курсы «Выстрел», после окончания которых в июне 1931 года был направлен в 28-ю горно-кавалерийскую дивизию (Северокавказский военный округ), где служил на должностях помощника начальника штаба 82-го и 85-го горнострелковых полков, исполняющего должность начальника штаба 82-го стрелкового полка, вновь помощника начальника штаба 85-го горнострелкового полка.
В августе 1933 года Пашков был назначен на должность начальника штаба 64-го стрелкового полка (22-я стрелковая дивизия), а в апреле 1935 года — на должность начальника 1-й части штаба 22-й стрелковой дивизии.
В 1936 году заочно закончил Военную академию имени М. В. Фрунзе.
В сентябре 1939 года был назначен на должность начальника 1-й части штаба 39-й стрелковой дивизии (1-я Отдельная Краснознамённая армия), в марте 1941 года — на должность помощника начальника штаба 43-го стрелкового корпуса, а в апреле — на должность начальника штаба 59-го стрелкового корпуса (Дальневосточный фронт).

### Великая Отечественная война
С началом войны Пашков находился на прежней должности.
В январе 1942 года был назначен на должность командира 59-й стрелковой дивизии, а 25 июня 1943 года — на должность командира 5-го стрелкового корпуса (35-я армия), выполнявшего задачи по обороне дальневосточных границ СССР.
С 24 июля 1945 года Пашков состоял в распоряжении Военного совета Дальневосточного фронта, затем был назначен на должность заместителя командующего войсками 15-й армии (2-й Дальневосточный фронт), но в должность не вступил, продолжая исполнять должность заместителя командира этого же корпуса.
В августе корпус принимал участие в военных действиях против Японии. В ходе Маньчжурской наступательной операции корпус форсировал Уссури в районе Бикин, прорвав Жаохэйский укреплённый район, и, развивая наступление на Баоцин, преодолел горный хребет Малый Хинган. 20 августа корпус соединился с 35-й армией (1-й Дальневосточный фронт), пройдя около 300 километров, тем самым обеспечив освобождение Харбин и разгром Квантунской армии.

### Послевоенная карьера
С декабря 1945 года генерал-майор Пашков находился в распоряжении Главного управления кадров НКО и в мае 1946 года был назначен на должность командира 32-й гвардейской стрелковой дивизии Московского военного округа (Калинин). В июле того же года дивизия была сокращена в 5-ю гвардейскую стрелковую бригаду и генерал Пашков оставлен на должности её командира. С февраля 1951 года — на должности командира 11-го гвардейского стрелкового корпуса.
Генерал-майор Иван Захарович Пашков в октябре 1953 года вышел в запас. Умер 27 декабря 1981 года в Калинине.

## Награды
- Орден Ленина;
- Два ордена Красного Знамени;
- Орден Суворова 2 степени;
- Медали.